# Хомяков Олександр Олександрович
Олександр Олександрович Хомяков (25 серпня 1932, місто Азов, тепер Ростовської області, Російська Федерація — 20 березня 2014, місто Москва) — радянський діяч, 1-й секретар Тамбовського і Саратовського обкомів КПРС, заступник голови Ради міністрів Російської РФСР. Член ЦК КПРС у 1981—1990 роках. Депутат Верховної Ради Російської РФСР 8—9-го скликань. Депутат Верховної Ради СРСР 10—11-го скликань. Народний депутат СРСР у 1989—1991 роках. Кандидат економічних наук (1974).

## Життєпис
У 1955 році закінчив Новочеркаський політехнічний інститут, інженер-механік.
У 1955—1958 роках — майстер, заступник начальника цеху Краснодарського заводу електровимірювальних приладів.
Член КПРС з 1958 року.
У 1958—1962 роках — завідувач відділу районного комітету КПРС, 2-й секретар Краснодарського міського комітету ВЛКСМ.
У 1962—1965 роках — завідувач відділу промисловості Краснодарського міського комітету КПРС, голова виконавчого комітету районної ради депутатів трудящих, заступник завідувача відділу Краснодарського крайового комітету КПРС.
У 1965—1969 роках — 2-й секретар Краснодарського міського комітету КПРС.
У 1969—1971 роках — секретар Краснодарського крайового комітету КПРС.
У 1971—1978 роках — 2-й секретар Краснодарського крайового комітету КПРС.
11 березня 1978 — 19 квітня 1985 року — 1-й секретар Тамбовського обласного комітету КПРС.
11 квітня 1985 — 10 серпня 1989 року — 1-й секретар Саратовського обласного комітету КПРС.
26 липня 1989 — 15 червня 1990 року — заступник голови Ради міністрів Російської РФСР. 15 червня — 14 липня 1990 року — в.о. заступника голови Ради міністрів Російської РФСР.
Одночасно 26 липня 1989 — 14 липня 1990 року — голова Державної планової комісії Російської РФСР.
У липні 1990 — 1991 року — 1-й заступник голови Державного комітету Російської РФСР з економіки.
З 1991 року — персональний пенсіонер союзного значення в Москві. 
Помер 20 березня 2014 року. Похований на Троєкуровському цвинтарі Москви.

## Нагороди і звання
- орден Леніна (1982)
- орден Жовтневої Революції (1973)
- два ордени Трудового Червоного Прапора (1971, 1976)
- орден «Знак Пошани» (1966)
- медаль «За доблесну працю. В ознаменування 100-річчя з дня народження Володимира Ілліча Леніна» (1970)
- медаль «Ветеран праці» (1987)
- медалі